# Мессьє 25
 Мессьє 25 (також відоме як М25 та IC 4725) є розсіяним скупченням в сузір'ї Стрільця.

## Історія відкриття
Скупчення було відкрито Жан Філіпом де Шезо в 1745 у і каталогізоване Шарлем Мессьє в 1764 у.

## Цікаві характеристики
M25 знаходиться на відстані близько 2000 світлових років від Землі.
Просторові розміри цього скупчення становлять 19 світлових років у поперечнику. До складу кластера входить змінна зірка класу цефеїд, що позначається як U Стрільця.

## Спостереження

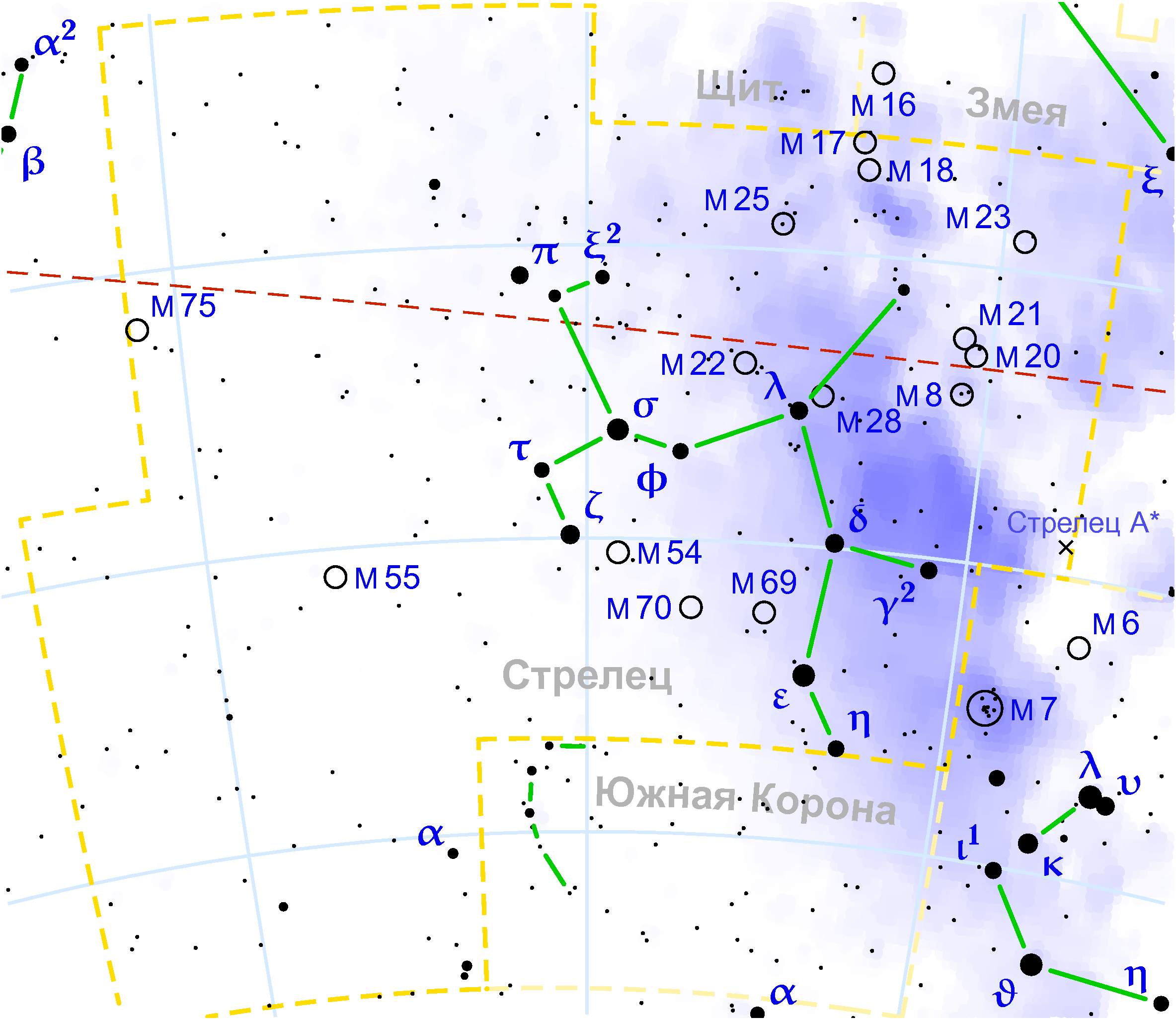
Розсіяне скупчення M25 в сузір'ї Стрільця

Це літнє розсіяне скупчення видно в північній частині Стрільця на схід від осі хмар Чумацького Шляху. Вже неозброєне око помічає на місці скупчення зірочку-дві. У бінокль вже видно більше десятка зірок, досить широко розкиданих. У телескоп з апертурою 150—200 мм скупчення постає у всій красі. Видно до півсотні зірок, найяскравіші визначено кольорові (жовті і блакитні). Щось схоже на вузький пиловий рукав, який діаметрально ділить скупчення на дві приблизно рівні половинки.

### Сусіди по небу з каталогу Мессьє
- М24 — (на захід) «Каустична Долина», фрагмент Чумацького Шляху;
- М22 і М28 — (на південь) пара яскравих кулястих скупчень;
- М18, М17 і М16 — (на північний захід, на кордоні зі Змією) скромне розсіяне скупчення і пара чудових туманностей: «Омега» і «Орел»;

### Послідовність спостереження в «Марафоні Мессьє»
… М24 → М23 →М25 → М8 → М20 …

## Навігатори
| ◄ IC 4721A \| IC 4722 \| IC 4723 \| IC 4724 \| IC 4725 \| IC 4726 \| IC 4727 \| IC 4728 \| IC 4729 ► |

Координати:  18г 31.6м 00с, +19° 15′ 00″